# Anfield
Anfield là một sân vận động bóng đá ở Anfield, Liverpool, Merseyside, Anh. Với sức chứa 53.394 chỗ ngồi, đây là sân vận động bóng đá lớn thứ bảy ở Anh. Đây là sân nhà của Liverpool kể từ khi câu lạc bộ được thành lập vào năm 1892. Sân ban đầu cũng là sân nhà của Everton từ năm 1884 đến năm 1891, trước khi đội chuyển đến Goodison Park sau một cuộc tranh cãi với chủ tịch câu lạc bộ.
Sân vận động có bốn khán đài: Spion Kop, khán đài chính (Main Stand), khán đài Sir Kenny Dalglish và Anfield Road End. Kỷ lục khán giả của sân là 56,000 người, được thiết lập trong trận đấu giữa Liverpool - Barcelona vào năm 2019.
Hai cổng vào tại sân vận động được đặt theo tên của các cựu huấn luyện viên Liverpool: Bill Shankly và Bob Paisley. Cả hai ông đã được vinh danh với những bức tượng bên ngoài sân vận động: Bức tượng Shankly được khánh thành vào năm 1997, được đặt bên ngoài khán đài Kop và bức tượng Paisley được khánh thành vào năm 2020, được đặt bên ngoài khán đài chính (Main Stand). Sân cách ga xe lửa Liverpool Lime Street 3 km (2 dặm). Năm 2002, câu lạc bộ Liverpool đề xuất thay thế Anfield bằng một sân vận động mới ở trong Công viên Stanley liền kề, nhưng sau khi Fenway Sports Group mua lại Liverpool F.C. vào năm 2010, đề xuất trên đã bị hủy bỏ.
Công việc xây dựng mở rộng khán đài chính (Main Stand) được bắt đầu vào ngày 8 tháng 12 năm 2014. Sân được mở cửa trở lại cho khán giả vào ngày 9 tháng 9 năm 2016. Sau khi mở rộng, khán đài Main Stand trở thành một trong những khán đài đơn toàn chỗ ngồi lớn nhất châu Âu, đồng thời tăng sức chứa của sân vận động này lên 54.074 chỗ ngồi. Liverpool cũng có kế hoạch mở rộng khán đài Anfield Road trong tương lai, điều này sẽ nâng sức chứa của Anfield lên khoảng 61.000 chỗ ngồi.

## Lịch sử
Cái tên Anfield xuất phát từ vùng đất phố cổ "Annefield" ngoại ô New Ross, hạt Wexford ở Ireland.
Anfield khánh thành vào năm 1884, Anfield ban đầu được sở hữu bởi John Orrell, một người làm rượu và là bạn của John Houlding, chủ tịch của Everton F.C. Everton, khi đó đang chơi ở sân Priory Road, cần một sân mới. Orrell cho mượn sân để đổi lấy một khoản tiền thuê nhỏ. Trận đấu đầu tiên trên sân là giữa Everton và Earlestown vào ngày 28 tháng 9 năm 1884, khi đó Everton thắng 5-0. Trong thời kì Everton còn sở hữu sân, các khán đài đài luôn có khoảng hơn 8,000 khán giả mỗi trận, mặc dù sân có khoảng 20,000 chỗ ngồi và đôi khi hơn. Sân đạt tiêu chuẩn quốc tế vào thời điểm đó, khi tổ chức trận đấu tại Giải vô địch Anh Quốc giữa Anh và Ireland năm 1889. Trận đấu thuộc giải vô địch câu lạc bộ đầu tiên của Anfield được diễn ra vào ngày 8 tháng 9 năm 1888, giữa Everton và Accrington F.C.. Everton nhanh chóng cải thiện thành một đội thống nhất và trở thành nhà vô địch mùa giải đấu đầu tiên tại sân nhà Anfield trong mùa giải 1890-91.

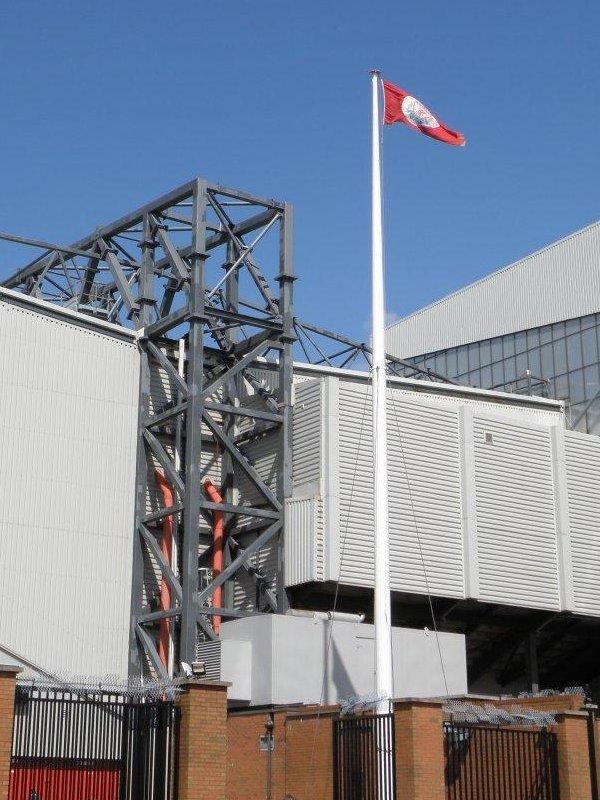
Lá cờ được vớt lên từ con tàu SS Great Eastern.

Năm 1892, các cuộc đàm phán để mua đất tại Anfield từ Orrell đã leo thang thành một cuộc tranh chấp giữa Houlding và Everton về cách câu lạc bộ được điều hành. Điểm khởi đầu là Orrell muốn tạo một con đường đi qua khán đài chính để thông với khu đất liền kề của ông. Everton cần phải giữ khán đài mới của họ và trong một tình trạng khó xử giữa việc phải cho thuê Anfield và khu đất sát cạnh, cái mà họ không cần, hoặc mua cả hai. John Houlding khi đó muốn Everton mua cả hai, Anfield với giá 6,000 bảng Anh, điều sẽ giúp Houlding tạo ra lợi nhuận lớn, và Orrell với 4,875 bảng Anh, 10,875 tổng cộng bảng Anh. Ông và Orrell tuyên bố sẽ không thương lượng thuê cả hai nhằm để bắt buộc Everton phải mua khu đất. Vấn đề nan giải là câu lạc bộ sẽ hoạt động thế nào để đảm bảo tương lai. Ban lãnh đạo Everton muốn câu lạc bộ phải có ảnh hưởng trong công chúng nhưng sự hạn chế nằm ở Houlding khi quyết định sẽ hợp tác với một vài ông chủ giàu có khác, rồi sau đó sẽ không ai biết tới một đội bóng đá. Sau khi ban lãnh đạo Everton dự trữ một mảnh đất nhỏ ở phía bắc của công viên Stanley, Houlding cố gắng ngăn chặn việc câu lạc bộ sẽ đăng ký đổi tên thành Everton FC. Hội đồng câu lạc bộ quyết định loại bỏ Houlding. Và cực điểm là việc Everton chuyển về sân Goodison Park. Houlding phải rời đi mà không có một sân vận động, và quyết định thành lập một câu lạc bộ mới để chiếm giữ nó. Đội bóng mới được gọi là Liverpool F.C. và Athleticground Ltd và trận đấu đầu tiên của câu lạc bộ tại Anfield là trận giao hữu diễn ra trước 200 khán giả vào ngày 1 tháng 9 năm 1892, trong trận đấu với Rotherham Town. Liverpool thắng 7-1.
Trận đấu ở một giải đấu chính thức đầu tiên của Liverpool ở Anfield là vào ngày 9 tháng 9 năm 1893, tiếp Lincoln City, trận đó Liverpool thắng 4-0 trước 5,000 khán giả. Một khán đài mới đã được xây dựng vào năm 1895, với sức chứa 3,000 khán giả và được xây ở trên của khán đài chính. Được thiết kế bởi kiến trúc sư Archibald Leitch, khán đài có một điều đặc biệt là có thanh chống màu đỏ và trắng, giống với khán đài chính của St James' Park của câu lạc bộ Newcastle United. Một khán đài khác cũng đã được xây nên vào năm 1903, làm từ gỗ và thép. Sau khi khi Liverpool lần thứ 2 vô địch giải đấu quốc gia vào năm 1906, một khán đài mới được xây song song với đường Walton Breck. Một nhà báo địa phương, Ernest Edwards, là một người chuyên viết về thể thao của thành phố Liverpool cho các tờ Liverpool Daily Post và Echo, đặt tên là Spion Kop. Nó được tên sau khi một ngọn đồi nổi tiếng ở Nam Phi nơi một trung đoàn địa phương đã trải qua một thất bại nặng nề trong cuộc chiến Boer vào năm 1900. Hơn 300 người đã chết, phần nhiều là từ Liverpool, khi quân đội Anh cố gắng chiếm giữ một đỉnh đồi chiến lược. Cũng trong khoảng thời gian đó, một khán đài cũng được xây dựng dọc theo đường Kemlyn.
Sân vận động vẫn được giữ nguyên cho tới năm 1928 khi The Kop được thiết kế lại và có sức chứa 30,000 khán giả, với một mái thẳng đứng. Một mái che cũng được dựng lên. Nhiều khán đài sân vận động ở Anh đặt tên theo Spion Kop, dù Anfield vẫn có khán đài Kop rộng nhất Anh thời bấy giờ - nó đã có thể chứa nhiều cổ động viên hơn một số sân bóng đá. Nó giúp có thêm nhiều khán giả hơn một số sân vận động đã dừng hoạt động. Cùng năm đó, cột buồn của con tàu SS Great Eastern, một trong số những con tàu làm bằng sắt đầu tiên, được phát hiện ở gần khu Rock Ferry, và đã được kéo lên nhờ một đội ngựa và được dựng đứng đằng sau khán đài The Kop nơi nó vẫn đứng ngày nay.

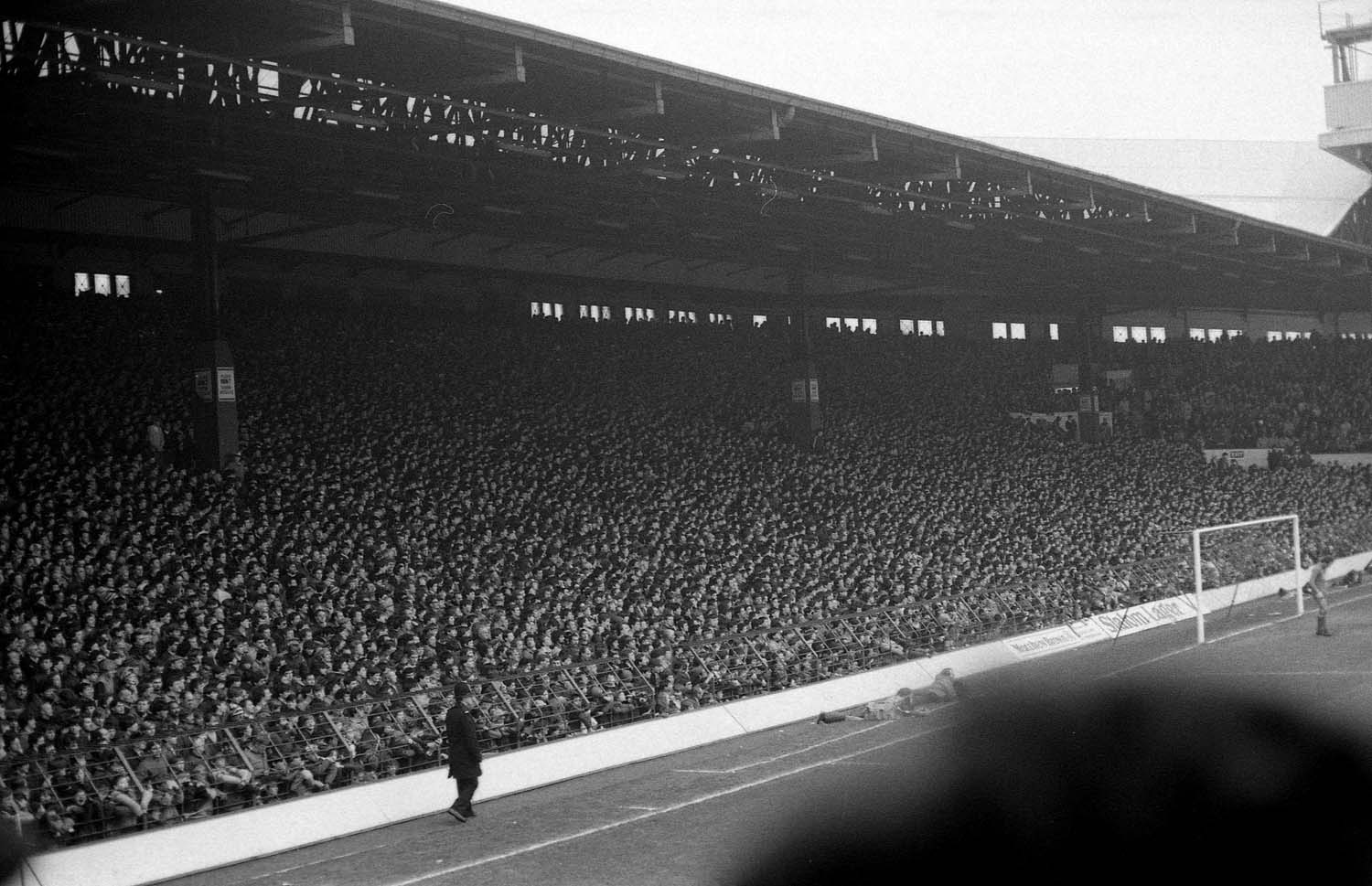
Khán đài The Kop năm 1983, trước khi Báo cáo Taylor đề nghị các khu vực thường trực trong sân bóng đá đã bị đặt ngoài vòng pháp luật sau thảm họa Hillsborough năm 1989.

Vào năm 1957 đèn sân vận động cũng được sửa vào ngày 30 tháng 10 năm đó đã có trận đấu đầu tiên với Everton, để kỉ niệm 75 năm Liverpool gia nhập Hiệp hội Bóng đá Anh trị giá 12.000 bảng Anh. Vào năm 1963 khán đài cũ Kemlyn Road được thay thế bằng khán đài mới, có thể chứa 6.700 khán giả và có chi phí xây 350.000 bảng Anh. 2 năm sau sự thay đổi lại được tạo lập ở khán đài Anfield Road, khi họ mở rộng khán đài này. Sự nâng cấp lớn nhất đến vào năm 1973, khi khu vực khán đài chính được phá bỏ và một khán đài mới được xây dựng. Cùng thời điểm đó, dàn đèn cũng được phá bỏ một dàn đèn mới được dựng nên ở bên trên khán đài Kemlyn và khu khán đài chính. Khán đài mới chính thức được khánh thành vào ngày 10 tháng 3 năm 1973 bởi Công tước xứ Kent. Vào những năm 1980, bãi đất nhỏ phía trước khu khán đài chính được chuyển thành chỗ ngồi vào năm 1982 khu khán đài Anfield Road chính thức được mở rộng. Cổng Shankly được dựng nên vào năm 1982, như một cách để tỏ lòng tôn kính đối với cựu huấn luyện viên Bill Shankly; Vợ goá của Shankly Nessie đã cho khánh thành cánh cổng này vào ngày 26 tháng 8 năm 1982. Trên cổng Shankly còn có dòng chữ You'll Never Walk Alone, tên bài hát mà cổ động viên Liverpool vẫn coi là bài hát truyền thông của câu lạc bộ do Gerry and the Pacemakers phổ nhạc.
Các chỗ ngồi có màu và phòng an ninh cũng đã được bổ sung vào khán đài Kemlyn vào năm 1987. Vào năm 1989, sau Thảm họa Hillsborough khi cảnh sát quản lý sai lầm dẫn đến quá đông và gây ra cái chết của 96 cổ động viên Liverpool, Báo cáo Taylor đề nghị rằng tất cả các sân vận động ở trên đất nước nên được bao phủ bởi chỗ ngồi trên các khán đài vào tháng 5 năm 1994. Vào năm 1992, một tầng nữa được thêm vào khán đài Kemlyn, và nó trở thành một khán đài với hai tầng. Đó là bao gồm phòng báo chí và các phòng chức năng cùng với 11.000 chỗ ngồi. Kế hoạch mở rộng khán đài được thực hành sớm hơn dự định, nhưng hai người dân sống là 2 chị em Joan và Nora Mason ở đường Kemlyn từ chối chuyển nhà của họ và kế hoạch bị trì hoãn. Việc ở rộng chính thức được hoàn thành sau khi thỏa thuận được hoàn tất với 2 chị em vào ngày 1 tháng 9 năm 1992, khán đài đã chính thức khai trương bởi chủ tịch UEFA lúc đó Lennart Johansson và được đổi tên thành khán đài trăm năm (Centenary Stand). The Kop được sửa lại vào năm 1994; dù sao nó vẫn chỉ có một tầng, và sức chứa được hạ bớt xuống còn 12.390.

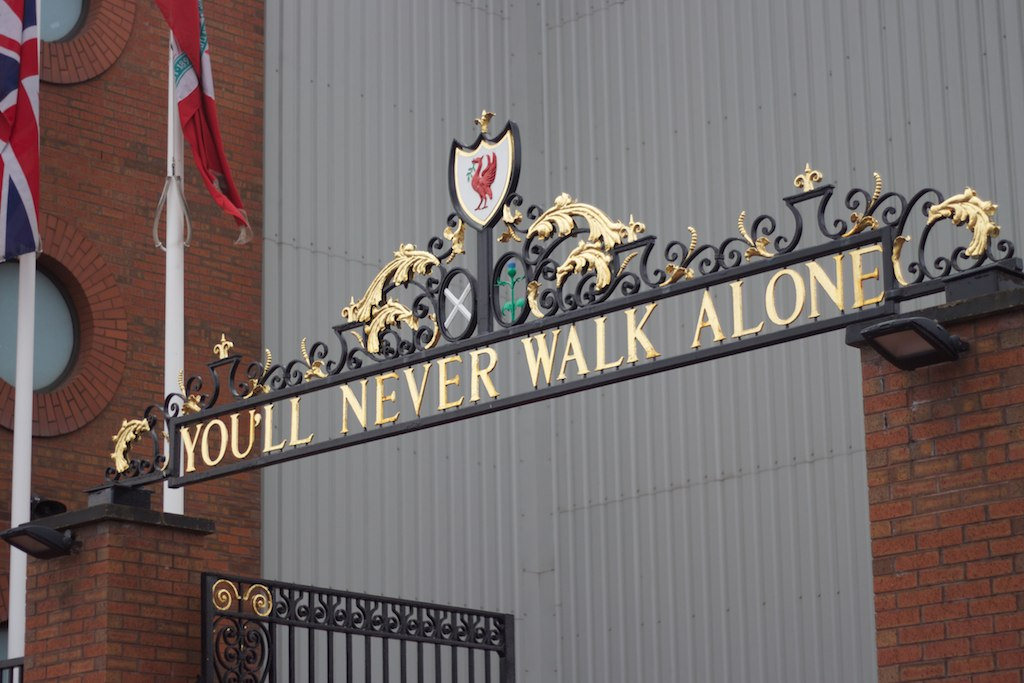
Cổng Shankly được dựng lên vào năm 1982

Vào ngày 4 tháng 12 năm 1997, một bức tượng của Bill Shankly, được làm bằng đồng, đã được khánh thành ở trung tâm dành cho khách đằng trước khán đài The Kop. Cao 2,4 mét, bức tượng mô tả Shankly đeo một chiếc khăn của cổ động viên trên cổ và vẫn với một hình ảnh quen thuộc như khi ông nhận nó từ một cổ động viên. Chữ ghi trên bức tượng là "Bill Shankly - Ông làm cho mọi người hạnh phúc". Khu tưởng niệm Thảm họa Hillsborough được đặt đằng trước cổng Shankly, và thường xuyên được trang trí bởi hoa và lời tưởng niệm tới 96 người đã mất ở thảm hoạ. Ở giữa của đài tưởng niệm là một ngọn lửa vĩnh cửu, như để gửi tới những người đã mất rằng chúng ta sẽ không bao giờ quên họ. Kể từ năm 2014, đài tưởng niệm đã tạm thời chuyển đi trong quá trình mở rộng khán đài chính của sân vận động.
Sự thay đổi lớn nhất đến với Anfield vào năm 1998 khi khán đài Anfield Road cuối cùng cũng được nâng lên thành 2 tầng. Khán đài này dù sao cũng đã gặp phải những vấn đề khi nó được nâng cấp. Vào đầu mùa giải 1999-2000 một số cọc và thanh trống đã được tăng cường để làm tăng độ an an toàn cho tầng hai của khán đài. Trong trận đấu tôn vinh Ronnie Moran với Celtic nhiều cổ động viên đã than phiền về những sự chuyển động ở trên khán đài. Cùng thời điển các thanh chống đã được lắp thêm vào và khu chỗ ngồi đã được mở rộng bởi hai hàng ghế ở khán đài chính.

## Cấu trúc và cơ sở vật chất

Sơ đồ của Anfield

Khu vực thi đấu được bao quanh bởi bốn khán đài, khán đài Anfield Road, khán đài Centenary, the Kop và khán đài chính.Khán đài Anfield Road và khán đài Centenary là những khán đài có 2 tầng, trong khi khán đài The Kop và khán đài chính là những khán đài chỉ có 1 tầng. Lối đi vào sân vận động được mở tự động bằng tần số radio nhận diện (RFID) bằng thẻ thông minh thay vì theo cách truyền thống là dùng cửa quay. Thiết bị này, được dùng trong cả 80 cửa ở Anfield, được sử dụng từ năm 2005.
Khán đài Centenary ban đầu tên là Kemlyn Road trước khi được thêm tầng thứ 2. Sau khi sự mở rộng được hoàn thành, khán đài được đổi tên để kỉ niệm sự kiện câu lạc bộ được 100 năm thành lập. Sức chứa của khán đài là 11,762 cới 4,600 khoảng trống ở tầng trên và 6,814 ở tâng dưới, trong khi có 348 khoảng chống được để ở khu vực VIP bên trên khán đài. Khán đaì Anfield Road được sử dụng như là nơi khán giả đội khách ngồi. Ban đầu đây chỉ là khán đài một tầng với ghế nhiều màu, tầng 2 của khán đài được thêm vào khán đài ban đầu, tăng sức chứa lên 9,074, bao gồm 2,654 chỗ đứng ở tầng trên, 6,391 ở tầng dưới và 29 cho người tàn tật.
Khán đài The Kop ban đầu được xây như một khán đài không có mái che với sức chứa 30,000 khán giả, mặc dù một mái che đã được thêm vào từ năm 1928. Dù sao, sau thảm hoạ Hillsborough, một khán đài Kop mới đã được thiết kế với sức chứa 12,409, với 9 chỗ cho người tàn tật. Đó hiện là khán đài một tầng rộng nhất châu Âu.Khán đài chính, phòng điều hành và phòng thay đồ. Sức chứa của khán đài là 12,277 chỗ ngồi bao gồm 9,597 chỗ ngồi chính, 2,409 chỗ trống, 177 ở phòng điều hành và 40 chỗ cho người tàn tật.
Có tổng cộng 32 chỗ trống để để xe lăn: 22 chỗ để thuê bình thường, 8 chỗ cho khán giả đội khách, và có 2 chỗ khác ít khi dùng đến cho trường hợp khẩn cấp. Có 36 chỗ trống cho người bị khiếm thị, được đặt ở khu vực khán đài chính, với một chỗ cho người giúp đỡ. Một bộ nghe với đầy đủ bình luận cũng được lắp đặt.
Bên trên cầu thang dẫn tới sân thi đấu là dòng chữ "THIS IS ANFIELD" (đây là Anfield).Nó có ý nghĩa cả để hăm doạ đối phương và mang tới cho những ai chạm vào nó sự may mắn. Do đó, cầu thủ và ban huấn luyện Liverpool thường chạm vào nó bằng một hoặc cả hai tay khi họ đi qua bên dưới.

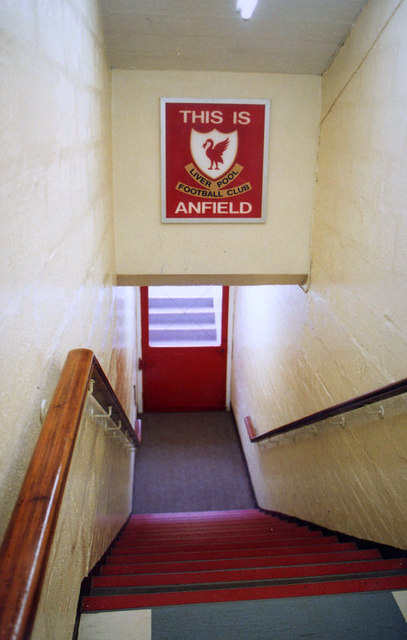
bậc thang dẫn ra sân bóng

Sân cũng có những nét đặc biệt nhằm tôn vinh 2 huấn luyện viên thành công nhất trong lịch sử đội bóng: Cổng Paisley, để tôn vinh Bob Paisley, người đã dẫn dắt Liverpool tới ba cúp châu Âu và sáu cúp quốc gia vào khoảng những năm 1970 đến 1980, và cổng Shankly, để tôn vinh Bill Shankly, người tiền nhiệm của Paisley vào khoảng những năm từ 1959 đến 1974. Cũng còn có một thứ khác để tôn vinh Shankly, đó là bức tượng của ông ở đằng trước khán đài The Kop.
Chiều dài của khu vực sân đấu ở Anfield là 101m và rộng 68m, chỉ hơn tiêu chuẩn của FA một chút là dài 101m và rộng 64m. Khu vực sân đấu của Anfield được cắt tỉa 2 lần một tuần trong suốt mùa giải và 4 lần một tuần khi vào giai đoạn nghỉ. Lớp đát được sưởi ấm từ năm 1982. Trong ngày thi đấu người chăm sóc sân được trợ giúp bởi những người giúp việc từ khu tập luyện của câu lạc bộ có tên là Melwood. Họ trợ giúp bằng việc lấp đầy những miếng cỏ vào thời gian nghỉ giữa hai hiệp, và thường xuyên chăm sóc lại mặt cỏ trong hai tiếng sau khi hết trận. Có từ 400 đến 420 người quản lý trong ngày thi đấu và có khoảng 65 sĩ quan cảnh sát, cùng bác sĩ, 2 y tá. Sự an toàn được đặt lên hàng đầu ở sân, cũng như có những nét đặc biệt ở sở cảnh sát, một thiết bị cảnh báo cháy sẽ thông báo tới trụ sở cứ hoả của Merseyside, cửa thoát hiểm tự động, hệ thống truyền hình ảnh bằng camera ở trong và ngoài sân vận động, 3 phòng sơ cứu và 3 xe cứu thương.

## Tương lai
Ban đầu kế hoạch thay thế Anfield được vạch ra bởi câu lạc bộ Liverpool vào tháng 5 năm 2002. Vào thời điểm đó sức chứa dự kiến sẽ là 55,000 nhưng sau đó được nâng lên thành 61,000, với 1,000 chỗ ngồi cho quan khách đặc biệt. Một vài sự cố gắng đã được hội đồng thành phố Liverpool thực hiện để có một sự chia sẻ sân vận động cùng người láng giềng Everton từ năm 2003 đến năm 2007, nhưng sự di chuyển này đã bị từ chối khi cả hai câu lạc bộ đều không hứng thú với điều này.
Liverpool đã lên kế hoạch xin giấy phép vào ngày 30 tháng 6 năm 2004, để xây sân mới, chỉ cách sân Anfield 270m ở công viên Stanley, vào ngày 8 tháng 9 năm 2006, hội đồng thành phố Liverpool đã chấp nhận cho Liverpool sử dụng khu đất 999 năm để xây sân. Rồi vào ngày 6 tháng 2 năm 2007 Liverpool đã đổi chủ mới là George Gillet và Tom Hicks, đề xuất xây sân mới đã bị sửa lại để cắt giảm kinh phí. Vào tháng 11 năm 2007, lời đề nghị đã được tán thành bởi hội đồng thành phố và công trình sẽ bắt đầu vào đầu năm 2008.Sân vận động mới, được gọi là Stanley Park, sẽ được xây bởi công ty thiết kế HKS, và theo kế hoạch sẽ khánh thành vào năm 2011 với sức chứa 71,000 khán giả. Một sân mới được xây đồng nghĩa với việc Anfield sẽ bị phá đi và trở thành một phần của kế hoạch nâng cấp Anfield Plaza, bao gồm cả khách sạn, nhà hàng, và văn phòng. Tuy nhiên, kế hoạch xây sân Stanley Park vào năm 2008 đã bị hoãn bởi nguồn tài chính eo hẹp của những ông chủ người Mĩ, George Gillet và Tom Hicks.
Cuối tháng 9/2014 Liverpool xin được giấy phép mở rộng SVĐ Anfield từ 45.500 chỗ ngồi lên thành 54.000 chỗ. Dự án nâng cấp sân của Liverpool dự kiến sẽ được hoàn tất trước mùa giải 2016/17.
Theo tính toán, để có thể mở rộng sân nhà thêm 8.500 chỗ ngồi, đội bóng sẽ phải tiêu tốn khoản tiền 75 triệu bảng. Trong thời gian được xây mới (dự kiến khoảng 22 tháng), sân Anfield vẫn có thể tổ chức những trận đấu như bình thường.
Liverpool cũng đang cân nhắc khả năng tiếp tục lắp thêm 4.800 chỗ ngồi nữa sau khi dự án trên hoàn tất, nâng tổng sức chứa lên 58.800 chỗ. Tuy nhiên, phương án này vẫn đang được các bên bàn thảo và chưa đi đến thống nhất.

## Công dụng khác
Anfield đã tổ chức nhiều rất nhiều trận ở cấp độ đội tuyển quốc gia, và là một trong những sân được sử dụng ở Euro 1996; Sân đã tổ chức 4 trận đấu, trong đó có 3 trận ở vòng bảng và 1 trận ở bán kết. Trận đấu đầu tiên ở cấp độ đội tuyển quốc gia được tổ chức ở Anfield là trận đấu giữa đội tuyển Anh và đội tuyển Ireland, vào năm 1889, trận đó Anh thắng 6-1. Đội tuyển Anh cũng đã từng chơi 3 trận với đội tuyển Xứ Wales, vào các năm 1905, 1922 và 1931. Đội tuyển Anh thắng cả ba trận. Trận đấu gần đây nhất ở cấp độ đội tuyển quốc gia được tổ chức ở Anfield là trận đấu giữa. Đội tuyển Anh và đội tuyển Uruguay vào ngày 1 tháng 3 năm 2006, trận này. Đội tuyển Anh thắng 2-1. Trận đấu bán kết cúp FA gần đây nhất được tổ chức ở Anfield là từ năm 1929.
Đội tuyển Xứ Wales đã tổ chức 3 trận ở Anfield tiếp đội tuyển Scotland vào năm 1977 và tiếp đội tuyển Ý vào năm 1998 và đội tuyển Đan Mạch và năm 1999.
Anfield cũng tổ chức nhiều sự kiện khác, và trong suốt thời kì giữa hai cuộc chiến tranh các trận Quyền Anh cũng thường được tổ chức ở đây. Một số giải đấm bốc vô địch Anh cũng được tổ chức vào tháng 6 năm 1934, Nelson Tarleton cũng đã giành ngôi vô địch hạng nặng khi đánh bại Freddie Miller. Các sự kiện tennis chuyên nghiệp cũng được tổ chức ở Anfield trên sân đấu, Giải quần vợt Mỹ Mở rộng, Bill Tilden và Giải Vô địch Wimbledon, Fred Perry cũng đã chơi trong một trận đấu biểu diễn. Trong giữa thập niên 20, Anfield cũng đã là nơi kết thúc của cuộc chạy marathon. Liverpool cũng tổ chức giải chạy đua hàng năm xuất phát từ khu St George ở trung tâm thành phố và kết thúc với một vòng quanh Anfield. Vào tháng 6 năm 1984, nhà truyền giáo người Mĩ Billy Graham thuyết giáo ở Anfield trong 1 tuần, thu hút khoảng 30,000 người mỗi đêm.

## Kỉ lục

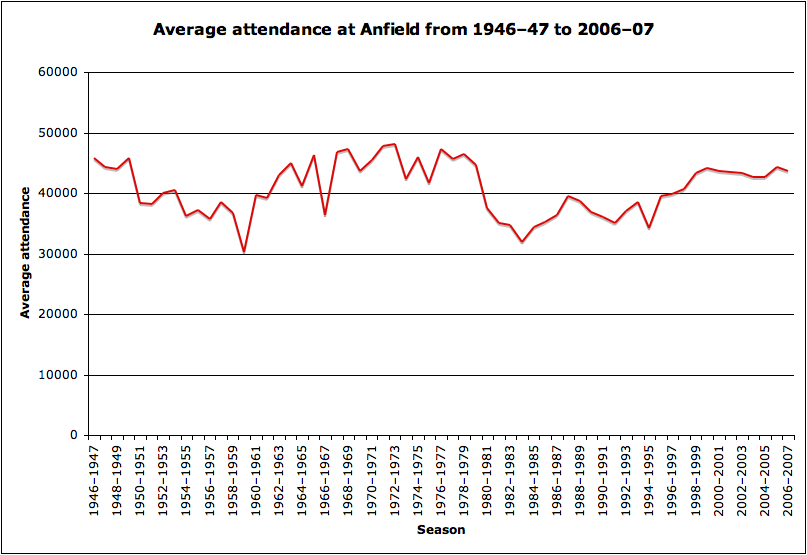
Lượng khán giả trung bình mỗi mùa của Anfield từ năm 1947

Lượng khán giả đông nhất đến sân Anfield là 56,000 người trong trận đấu với FC Barcelona ở vòng Bán kết UEFA Champions League vào ngày 7 tháng 5 năm 2019. Lượng khán giả ít nhất đến sân là 1,000 trong trận tiếp Loughborough vào ngày 7 tháng 12 năm 1895. Lượng khán giả trung bình nhiều nhất trong một mùa giải là 48,127, trong mùa giải 1972-73. Lượng khán giả trung bình ít nhất ở Anfield là 29,608 trong mùa giải 1960-61, khi đội bóng phải chơi ở giải hạng Hai. Lượng khán giả tổng cộng nhiều nhất là trong mùa giải 2000-01 khi đó là 1.328.482.
Liverpool không thua bất kì một trận đấu nào ở sân nhà trong các mùa giải 1893–94, 1970–71, 1976–77, 1978–79, 1979–80, 1987–88 và 2008–09. Họ cũng thắng tất cả các trận đấu ở sân nhà trong mùa giải 1893-94. Từ tháng 1 năm 1978 cho tới tháng 1 năm 1981, Liverpool không thua một trận đấu nào ở Anfield, tổng cộng 85 trận, khi đó Liverpool ghi 212 bàn thắng và để thua 35 bàn.